# Vénus bandant les yeux de Cupidon
Vénus bandant les yeux de Cupidon est une peinture mythologique à l'huile sur toile (116x184 cm) réalisée par Titien vers 1565, conservée à la Galerie Borghèse, à Rome.

## Histoire
L'identité du client et la date de début de réalisation ne sont pas connues ; on a émis l'hypothèse que le client était Antonio Pérez, secrétaire d'État de Philippe II (roi d'Espagne), mais le fait n'est pas prouvé avec certitude. On pense que le tableau a été vendu par le cardinal Paolo Emilio Sfondrati au cardinal Scipione Caffarelli-Borghese en 1608.
L'œuvre peut cependant être datée de la période comprise entre 1560 et 1565, car elle présente les traits distinctifs de cette phase de l'œuvre du Titien. La plupart des experts la datent de 1565 (Adolfo Venturi, Hans Tietze, Rodolfo Pallucchini, Paola Della Pergola).
La restauration la plus importante du tableau a été réalisée entre 1992 et 1993 au laboratoire de la Galerie nationale d'Art ancien (Rome) du Palais Barberini. L'intervention a consisté en l'élimination de peinture et substances huileuses, qui avaient réduit la valeur chromatique du tableau, tandis qu'aucune intervention n'a été effectuée sur le support ou le cadre, considérés comme en bon état.

## Sujet
Dans cette peinture mythologique, Vénus, la déesse de l’amour selon la mythologie romaine (Aphrodite dans la mythologie grecque), apparaît à gauche du tableau, vêtue d’une tunique blanche et portant une couronne, en train de bander les yeux de Cupidon, le dieu de l’amour, le fils qu’elle a eu avec Mars, dieu de la guerre, représenté comme habituellement comme un enfant avec des ailes. Dans la représentation de Cupidon, il était habituel qu’il apparaisse les yeux bandés : le tableau représente le moment où sa mère lui pose le bandage. Derrière la figure de Vénus apparaît un autre petit putto, qui repose sa tête sur l’épaule de la déesse. A droite, se tiennent deux nymphes, l’une avec un arc et l’autre avec un carquois de flèches, qui seront vraisemblablement remis peu après à Cupidon, qui tire des flèches d’amour aux mortels. Au fond, le paysage montagneux est généralement identifié comme Cadore, la région natale du peintre, où il vivait en 1565, quand le tableau a été peint.

## Description

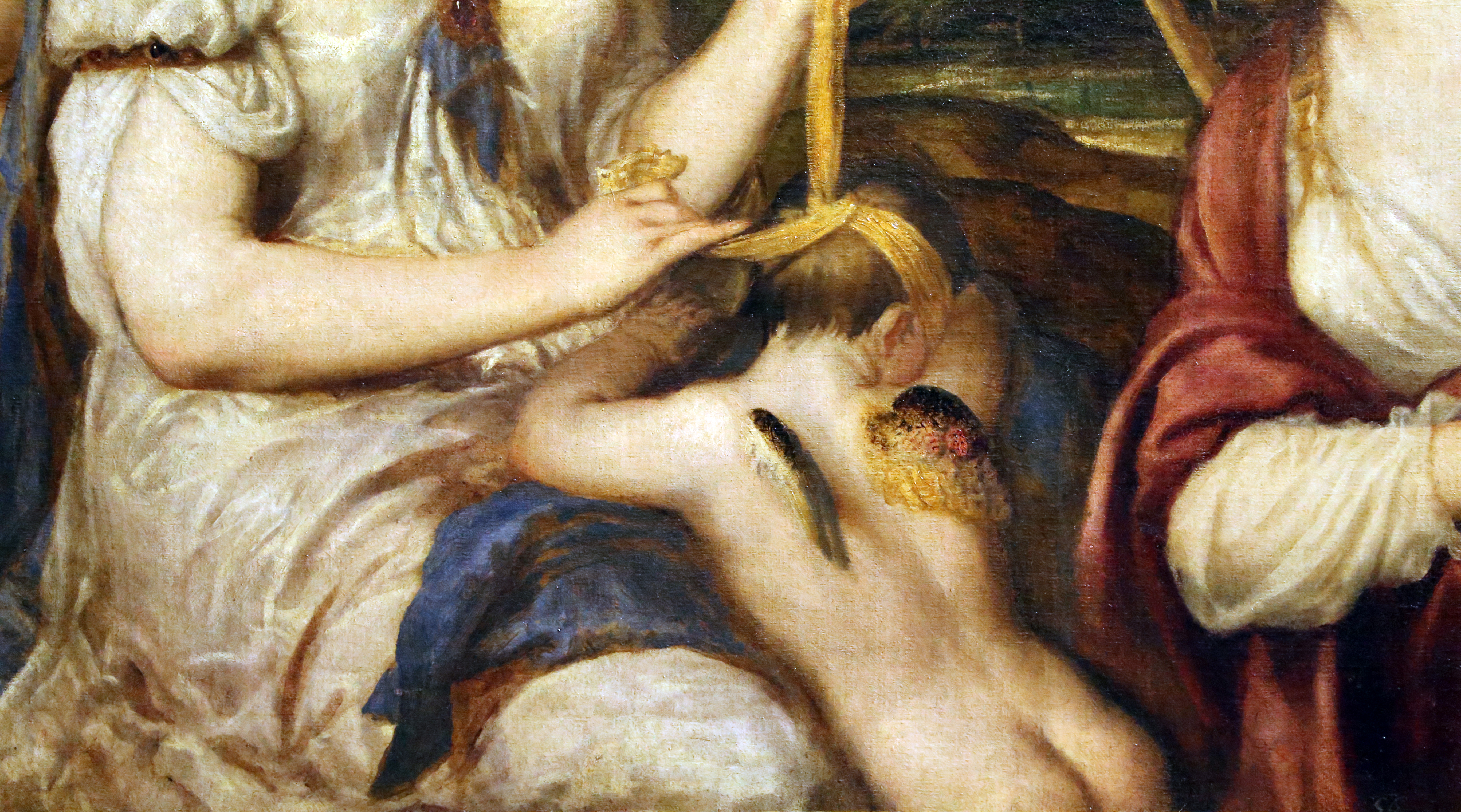
Détail.

La composition du tableau s'opère horizontalement ; le centre est occupé par une vue sur un coucher de soleil. La composition est presque symétrique, avec deux personnages à droite et deux à gauche. Le personnage au premier plan en bas à droite est le seul sujet tournant le dos au spectateur.
La scène représentée est à prédominance féminine. A gauche se trouve le personnage identifié comme Vénus : une femme assise, représentée uniquement de trois-quarts, comme la plupart des autres personnages. Elle est vêtue d'un léger drapé blanc et d'un manteau bleu qu'elle porte sur ses épaules, qui crée un contraste avec le fond sombre. Comme dans la Vénus d'Urbin, ses cheveux sont blonds, en partie lâches et en partie rassemblés par une couronne d'or. Elle se tourne, sans vraiment le regarder, vers un putto qui, placé à l'extrême gauche du tableau et reposant délicatement sur son épaule, est le seul personnage entier de tout le tableau. Le putto tourne son attention vers la main avec laquelle Vénus tient le bord supérieur du bandeau avec lequel le putto placé au centre de la scène a les yeux bandés.
Seul le dos du putto aux yeux bandés est visible. Les deux ailes très légères, qui le caractérisent, se trouvent au premier plan ; son visage est caché entre les jambes de Vénus, qui lui couvre les yeux d'un bandeau jaune.
Deux autres figures féminines sont représentées à droite. Celle de l'extrême droite semble arriver soudainement, comme le suggère le mouvement du tissu rouge sur son épaule. Cette silhouette est également la seule à avoir les cheveux complètement relevés ;  elle tient fermement un arc de la main gauche, comme si elle l'offrait aux autres personnages, vers lesquels elle dirige son regard. Le deuxième personnage de droite apparaît dans une attitude sensuelle ; contrairement aux autres, ses cheveux sont dénoués et sa robe, retenue uniquement par son bras, conduit jusqu'à la nudité vers son sein gauche. La femme tourne complètement son regard et son corps vers le centre du tableau.
L'œuvre n'est ni signée ni datée.

## Interprétation
Au fil du temps, en l'absence de documents sur l'intention originale du Titien, la scène représentée par le tableau a été interprété iconographiquement de différentes manières. Au début du XVIIe siècle, le tableau rejoint la collection de tableaux du cardinal Scipione Caffarelli-Borghese où il est connu sous le nom de Vénus avec deux nymphes ; c'est ainsi que le décrit également en 1613, Scipione Francucci, qui dans le sixième chant de sa galerie donne aux nymphes les noms de Dori et Armilla. Cependant, déjà à cette époque, l'hypothèse s'est répandue selon laquelle le tableau représentait les Trois Grâces ; au XVIIIe siècle, cette interprétation devient dominante.
La bibliographie ultérieure a fait une lecture moraliste et pédagogique, par laquelle l’acte de bander les yeux de Cupidon ferait partie de son éducation, suivant une tradition commencée dans Les Triomphes de Pétrarque et très répandue dans les siècles suivants, tant dans le domaine de la littérature que dans celui de l’art, en particulier dans les gravures sur bois et les cartes à jouer de la Renaissance. 
Les premiers à l’identifier comme Vénus bandant les yeux de Cupidon sont Giovanni Battista Cavalcaselle (1877), Wilhelm Reinhold Valentiner (1930) et Wilhelm Emil Suida (1952). Valentiner s’est basé sur son affinité iconographique avec la fresque de Pompéi de L’Éducation de Cupidon (musée archéologique national de Naples).
Au XXe siècle, de nombreuses propositions d’interprétation basées sur des sources littéraires sont avancées. En 1936, Hans Tietze relie le thème du tableau aux Métamorphoses d'Apulée, dans lesquelles Vénus décide de punir Cupidon en lui enlevant ses armes. Il est cependant difficile d’interpréter ainsi les expressions et les gestes des femmes présentées dans le tableau.

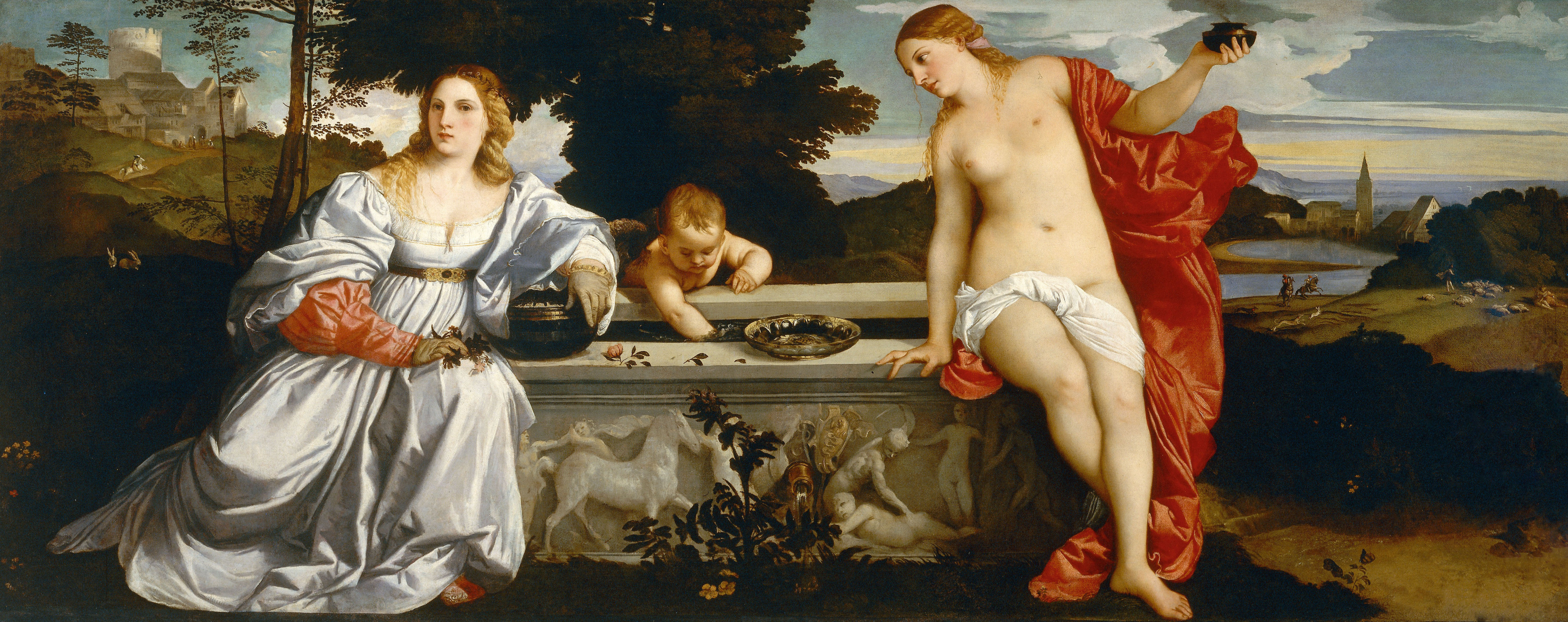
Titien, Amour sacré et Amour profane, 1514, Galerie Borghèse, Rome.

Erwin Panofsky propose en 1939 une lecture iconographique néoplatonicienne, identifiant les deux chérubins comme les incarnations de l'amour passionné et de l'amour divin, reliant ainsi le thème de l'amour à l'allégorie de l'amour conjugal : celui qui voit, derrière Vénus, représenterait l’Amour céleste (Antéros), tandis que celui aux yeux bandés serait l’Amour humain (Éros). Les deux femmes de droite sont considérées par Panofsky comme des allégories du plaisir et de la chasteté. L’attitude de la déesse, qui tourne la tête sur le côté, et l’aspect triste du Cupidon voyant, dénoteraient la fatalité et le dramatisme du sentiment amoureux humain,. La pose réfléchie du Cupidon qui voit pourrait signifier qu'en voyant comment elles donnent au Cupidon aveugle l’arc et les flèches, le danger est que ces flèches puissent être tirées au hasard.
Titien a déjà abordé ce thème dans Amour sacré et Amour profane (v. 1515, Galerie Borghèse, Rome), où deux figures représentant Vénus symbolisent l’amour céleste et terrestre : la femme vêtue représente la Vénus vulgaire, tandis que celle nue est la Vénus céleste, selon l’interprétation néoplatonicienne de Marsile Ficin.
Les radiographies prises en 1992-1993 ont également montré qu'à l'origine Vénus avait le visage tourné dans une direction différente et, surtout, qu'il y avait une troisième figure féminine à droite. Cela suggère qu'à un stade précoce, Titien a effectivement eu l'idée de représenter les Trois Grâces, changeant ensuite de sujet pour des raisons non reconstituables.

## Technique
La toile utilisée pour l'œuvre a été choisie pour sa souplesse et sa résistance, avec une surface compacte assurée par un « tissu sergé interrompu avec un point répété dans le sens de la chaîne » qui facilite l'application des couleurs.
Grâce aux rayons X, il est possible de voir un motif de lignes orthogonales sur toute la surface de la toile, qui forme une grille de référence et suggère que le tableau a été réalisé sur la base de dessins préparatoires.
Le choix des couleurs est similaire à celui d’autres œuvres du Titien et repose sur l’utilisation de nombreux matériaux différents. En particulier, le passage des ombres colorées du ciel au coucher du soleil contribue à ajouter de la délicatesse et de la douceur aux personnages. Le fond a été créé avec des touches légères également directement au-dessus de l'apprêt. La maîtrise de la technique picturale de Titien transparaît également dans la différence avec laquelle les teints se distinguent dans les différents caractères, créés en combinant la céruse et l'ocre dans des proportions variables : en correspondance avec les Amours, le teint est pâle et la forme dépend avant tout de l'émergence de la toile en surface, comme un négatif ; chez les figures féminines, l’application de la couleur est plus légère mais compacte.
Dans certaines parties du tableau, comme la robe de Vénus, certains détails du paysage et les ailes de Cupidon aux yeux bandés, les coups de pinceau sont appliqués avec plus de force, rendant la couleur plus épaisse. Dans certains cas, la couleur est appliquée directement sur la toile.

## Copies
Le tableau a été copié plusieurs fois, totalement ou partiellement. Une copie sur toile du XVIIe siècle, de grande qualité et probablement réalisée à Rome, est conservée au musée du Prado à Madrid.
Le tableau est également tiré en gravures telles que Omnia Vincit Amor de Hendrick Danckerts et une de Louis de Boullogne, basée sur la toile du Prado.

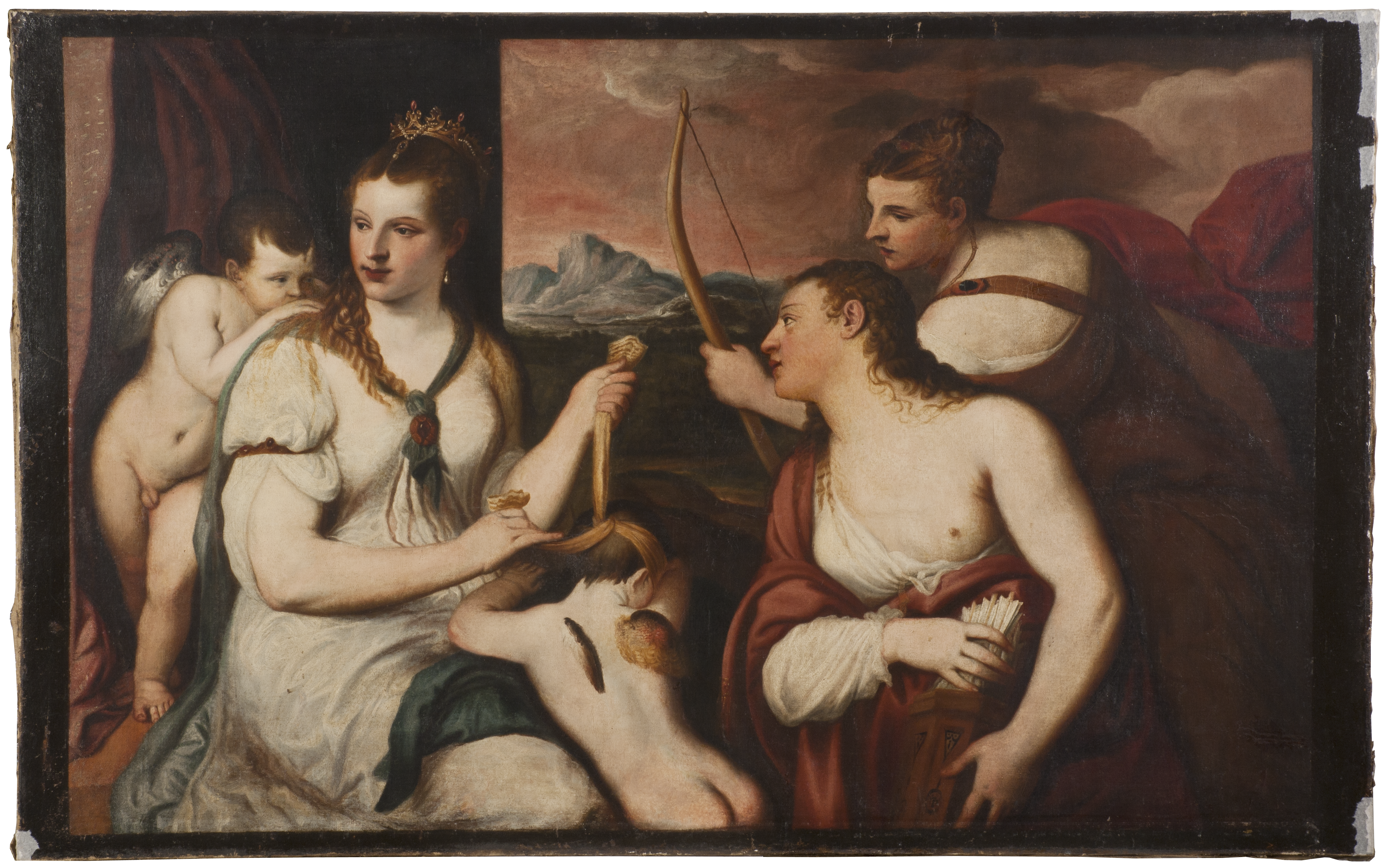
Version par Andrea Schiavone.
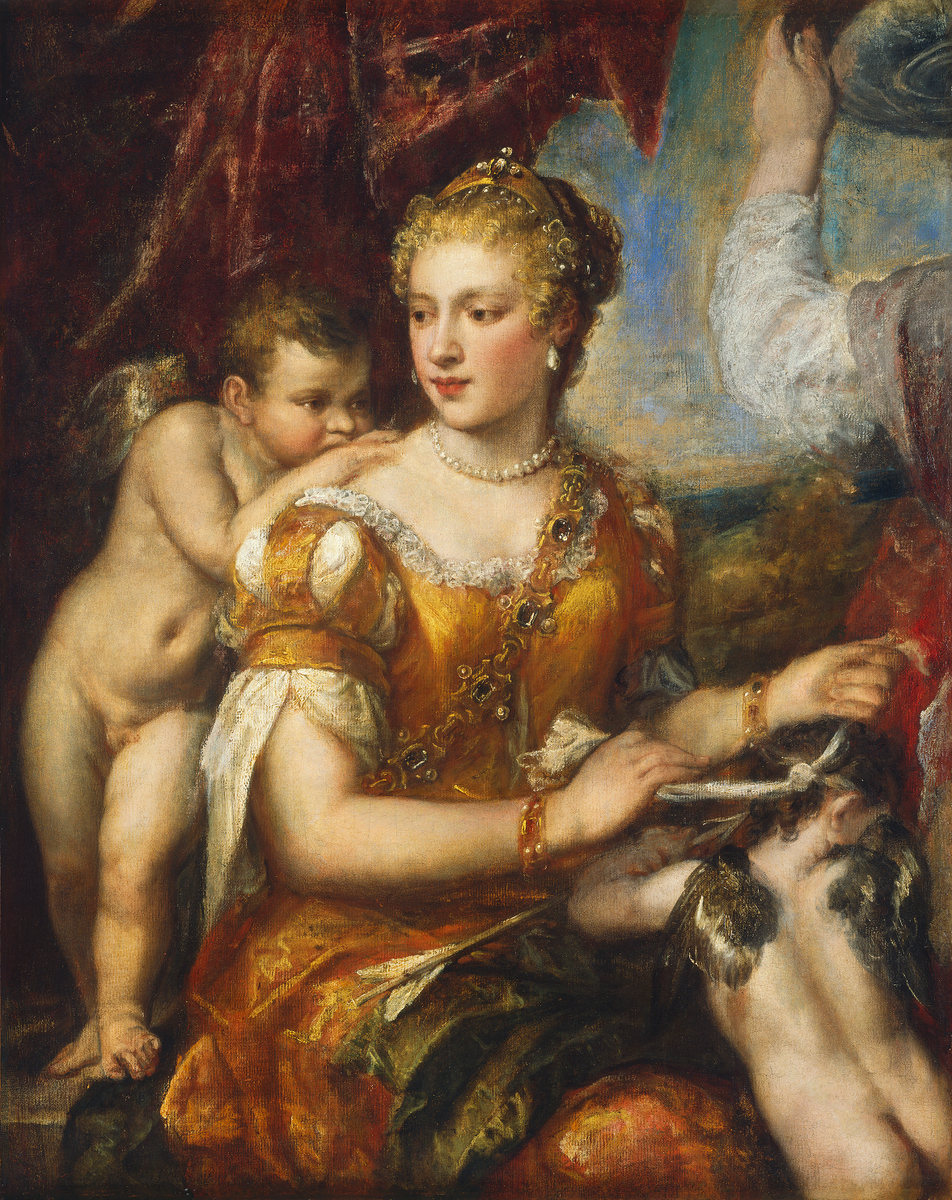
Années 1560 : copie par un artiste anonyme.

Une copie se trouvait dans la collection de Cornélius van der Geest et est visible sur deux peintures de sa collection d’art dans les années 1630, par Willem van Haecht :

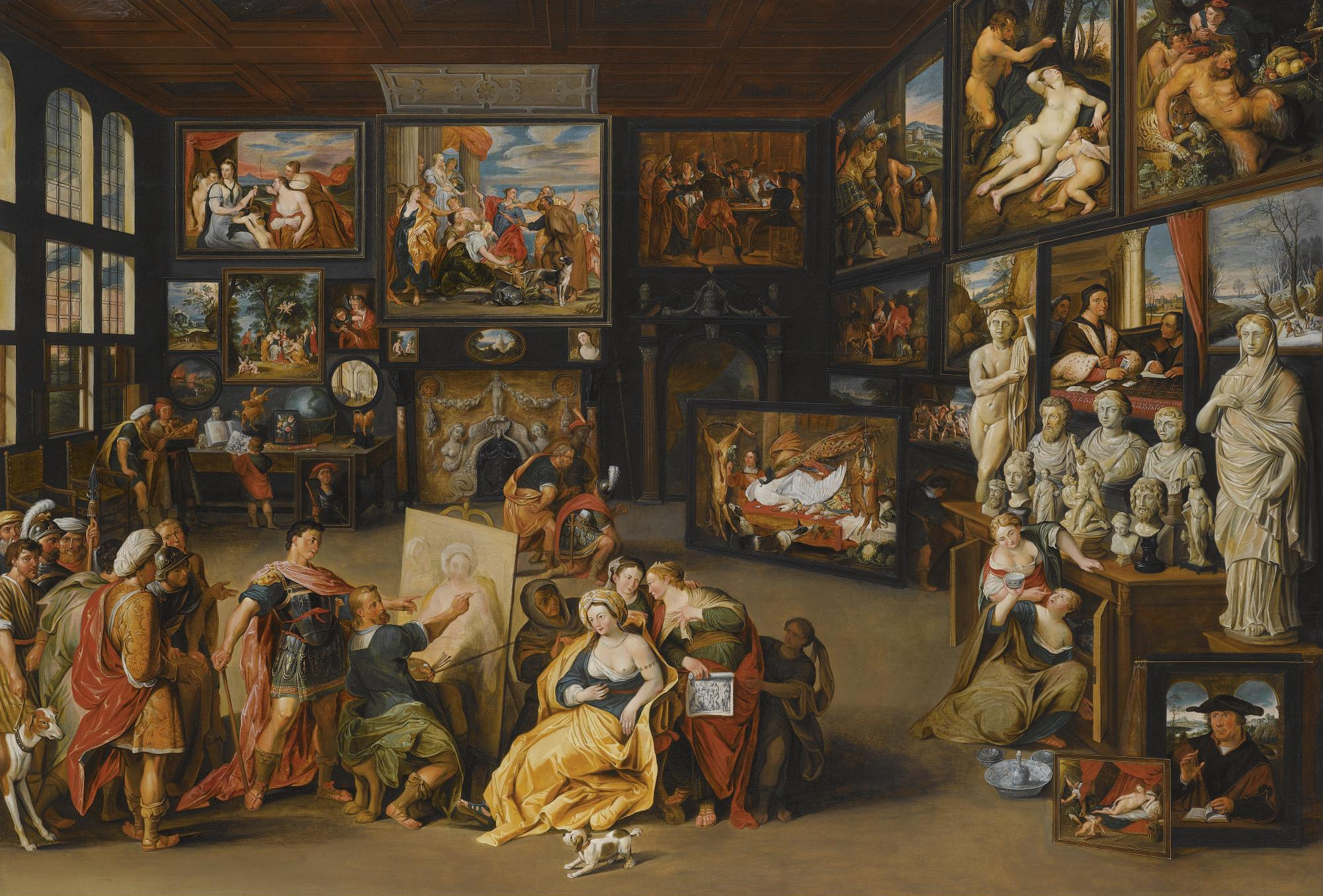
Willem van Haecht, Alexandre le Grand visite l'atelier d'Apelle, 1628-1637, collection particulière . La toile du Titien est en haut à gauche
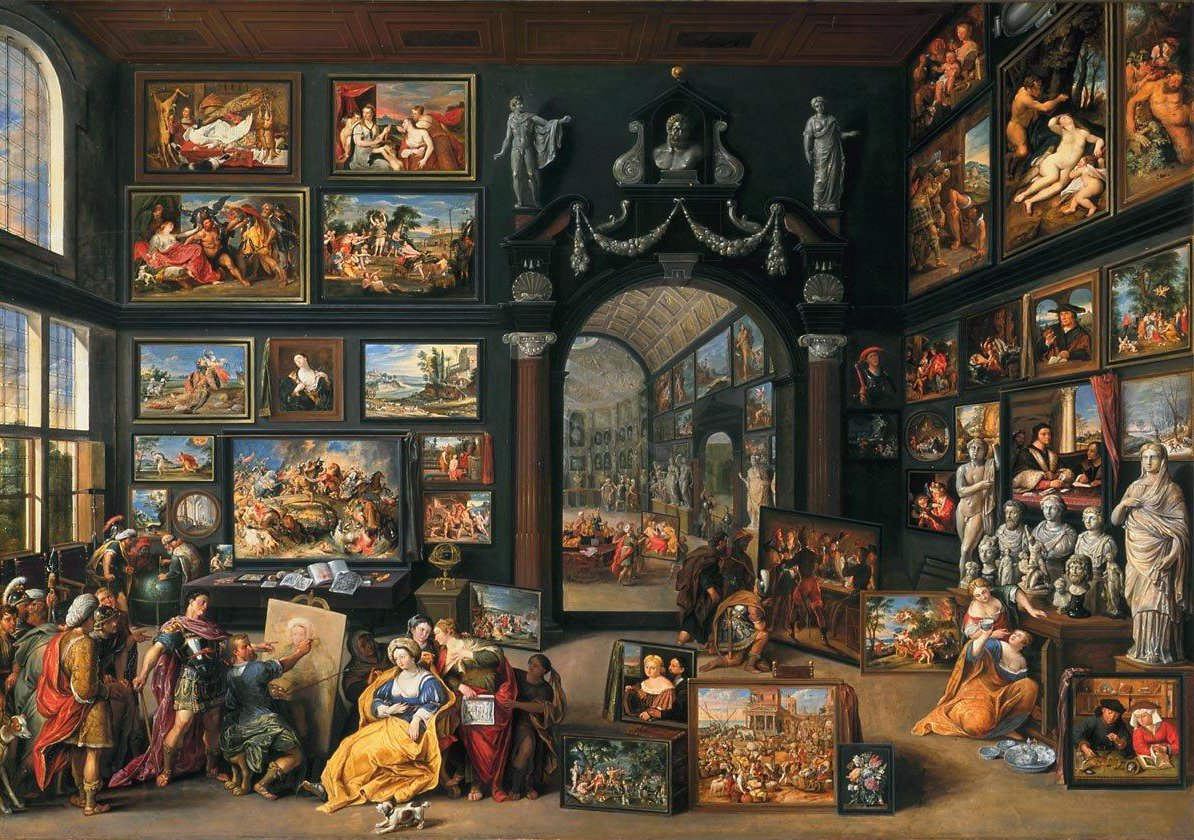
Willem van Haecht, Apelle peignant Campaspe, 1630, Mauritshuis. La toile du Titien est au fond en haut.